# Regenablaufkette

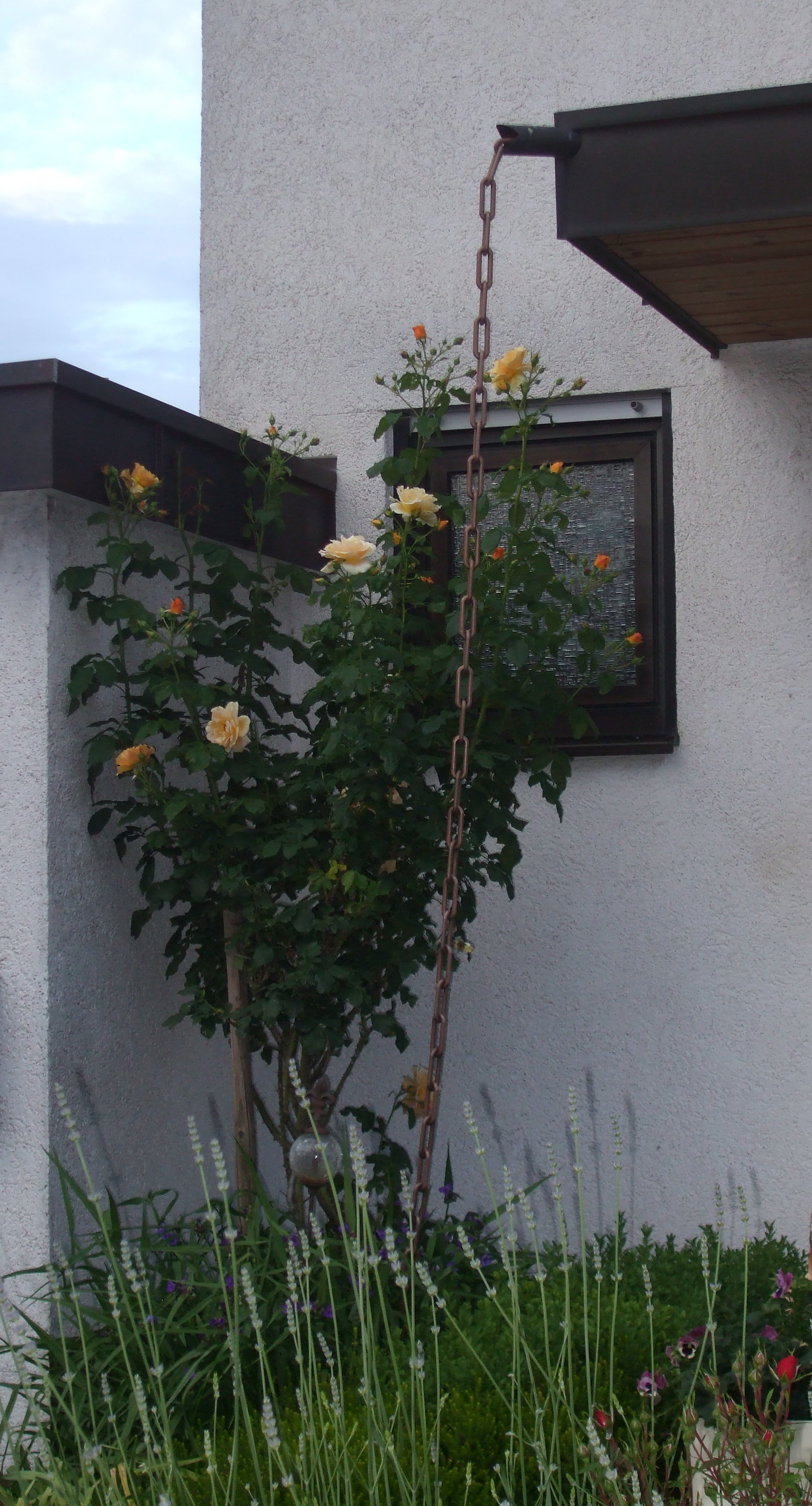
Einfache Regenablaufkette an einem Vordach

Eine Regenablaufkette oder Regenkette wird als dekoratives Wasserspiel oder kinetische Skulptur zwischen Dachrinne/Trichter und Wasserablauf bzw. Auffangbehälter angebracht. Sie ersetzt als Alternative das Regenwasser–Fallrohr und gibt den Blick frei auf die den Kettengliedern folgenden Regentropfen.

## Geschichte
Japanische Regenketten „Kusari Doi“ (Japanisch: 鎖樋) sind mit ihrer entspannenden und beruhigenden Wirkung auf den Betrachter seit Jahrhunderten an Tempeln und Häusern bekannt und beliebt.
Sie sind eine optische Verschönerung eines trüben Regentages. Das Plätschern des Regenwassers bietet eine „Musik“, die Frieden und Ruhe fördert, wie sie im Buddhismus und japanischen Zen angestrebt werden.

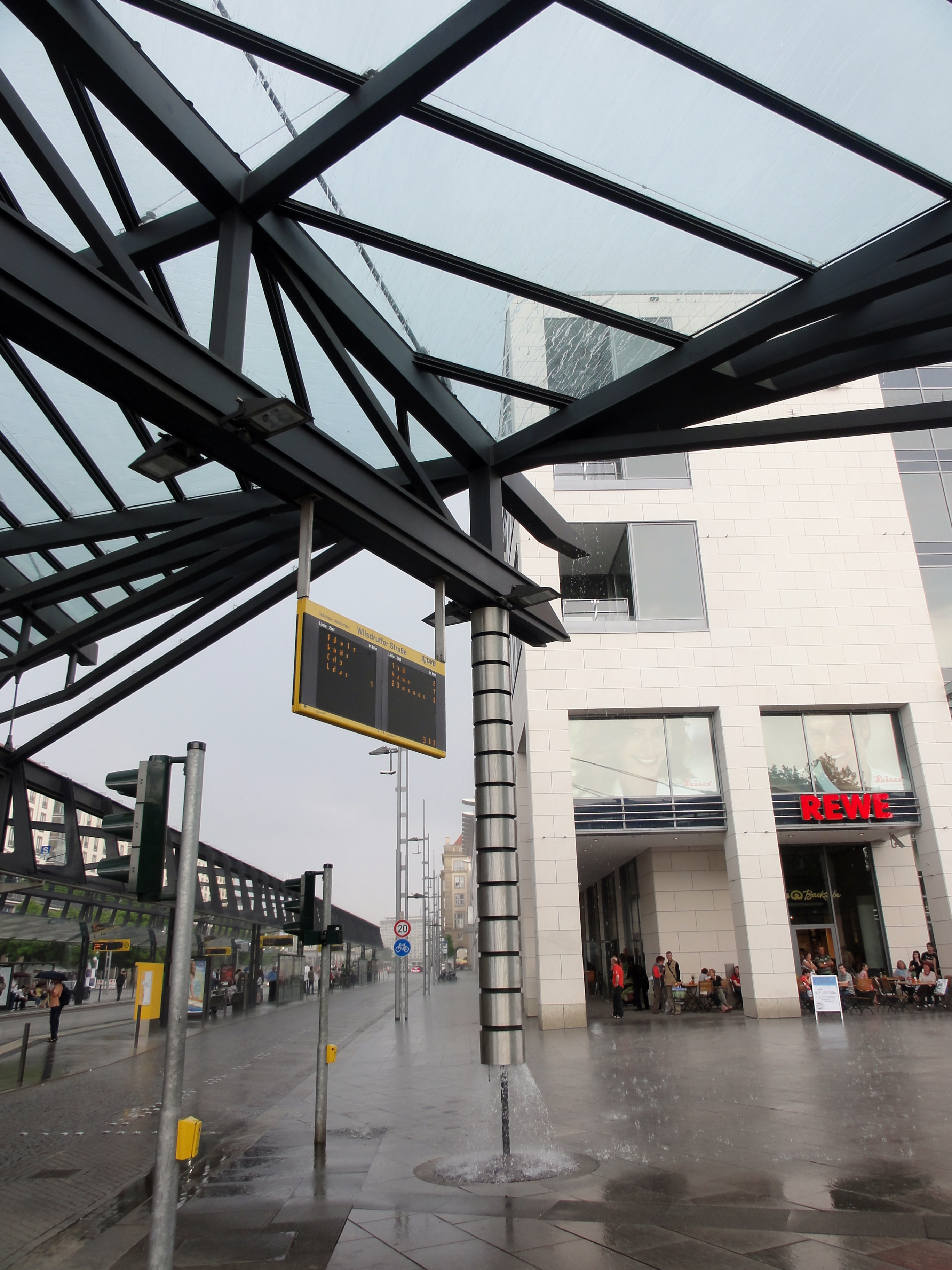
Wasserspiel an der Fallrohrverlängerung (ohne Kette)

## Form und Material

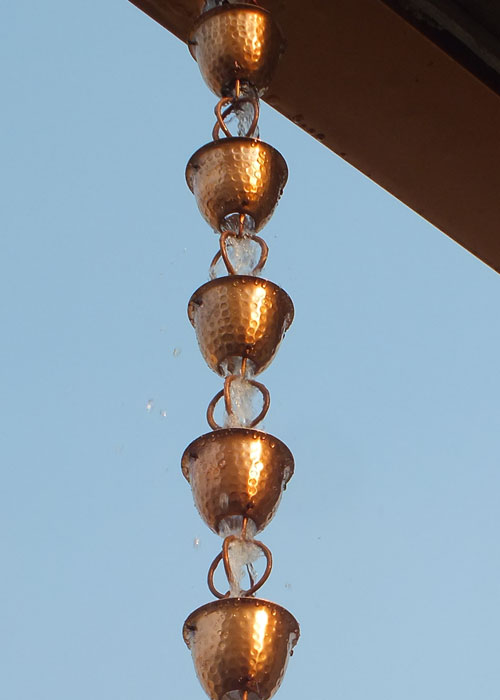
Kette mit kelchförmigen Trichtern

Das Aussehen der Regenkette hängt von ihrem Material ab. Sie kann in verschiedenen Formen und Größen, aus einfachen Kunststoffketten, verzinkten bzw. rostfreien Ketten, aus Kupfer, Aluminium oder auch Messing hergestellt sein. Weitere mögliche An- oder Zwischenbauteile wie Schalen, Trichter, Kelche oder kupferne Lotos-Blüten und weitere künstlerische Kegel dienen dem zentrieren des Abflusses und der Optik.

## Nachteil
Jedoch ist bei Starkregen ein kontinuierliches Ablaufen nicht mehr ganz möglich, es kommt zum Spritzen rund um die Regenkette, deswegen sollte sie nicht direkt in der Nähe von Gebäudewänden herabhängen. Das Regenwasser sollte eine großflächige und mit Steinen/Kiesel befestigte Auffangfläche für den Ablauf besitzen, sonst weicht das umliegende Erdreich auf. (Rutschgefahr).